# 西教寺 (さぬき市)
西教寺（さいきょうじ）は、香川県さぬき市大川町にある寺院。宗派は真言宗善通寺派、本尊は阿弥陀如来で、新四国曼荼羅霊場第8番札所。
御詠歌：誓いおく　同じ蓮の　うてなこそ　浮き身に頼む　大川の里

## 概要・歴史
奈良時代末期、行基によって開創された。その後、背後の火山（ひやま 標高245m）の中腹（標高157.7m）に空海が登り、一夜建立の祈願をかけて摩崖仏を彫っていたが、途中でアマノジャキがニワトリの鳴き声を真似て鳴いてしまった。一夜建立の祈願がやぶれたと勘違いをして彫りさしのまま諦めて、大窪寺へ向かったという。その摩崖仏は当寺の奥之院になっている。この伝説により当寺は、大窪寺の前札所と云われている。

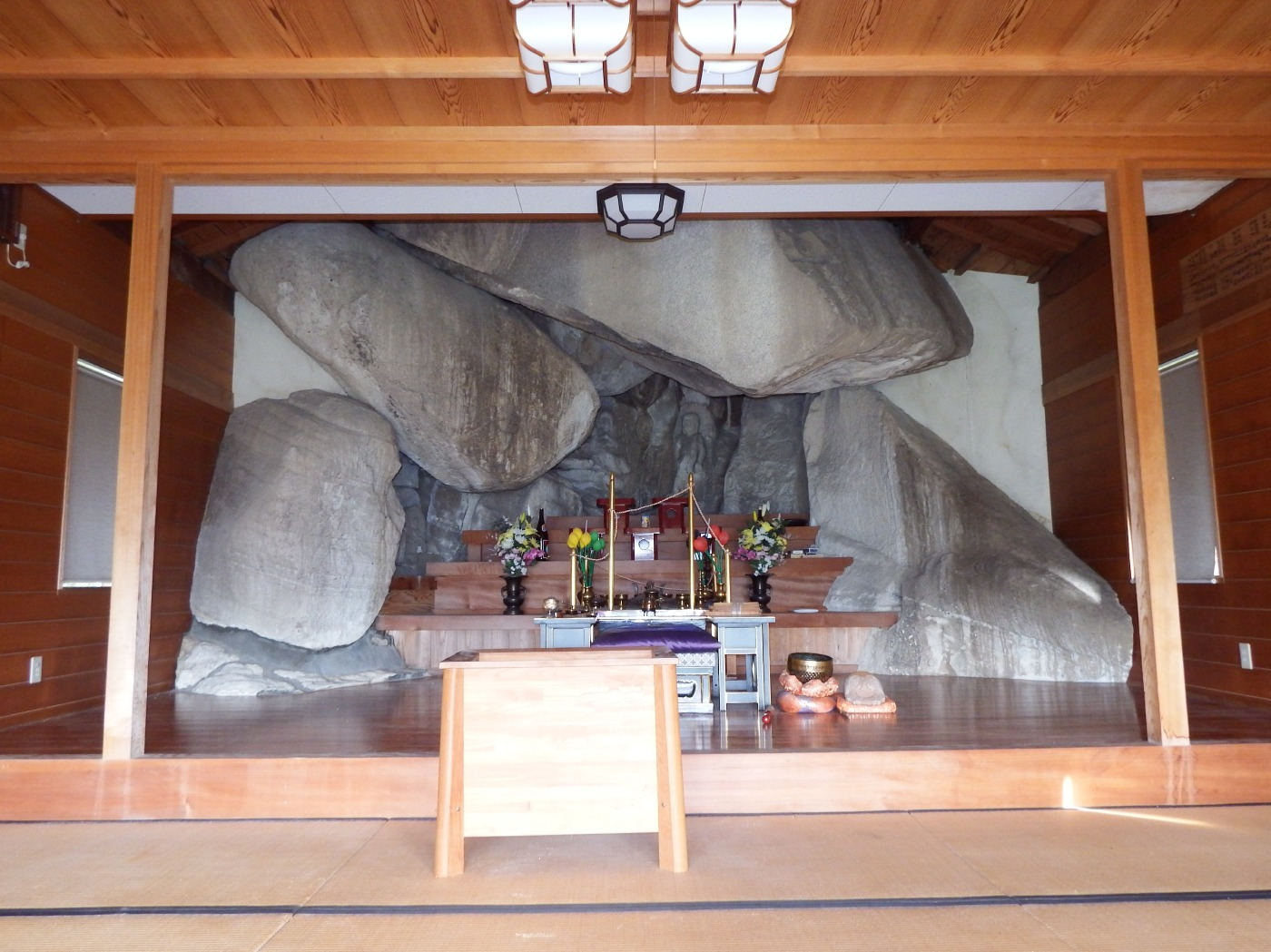
奥之院
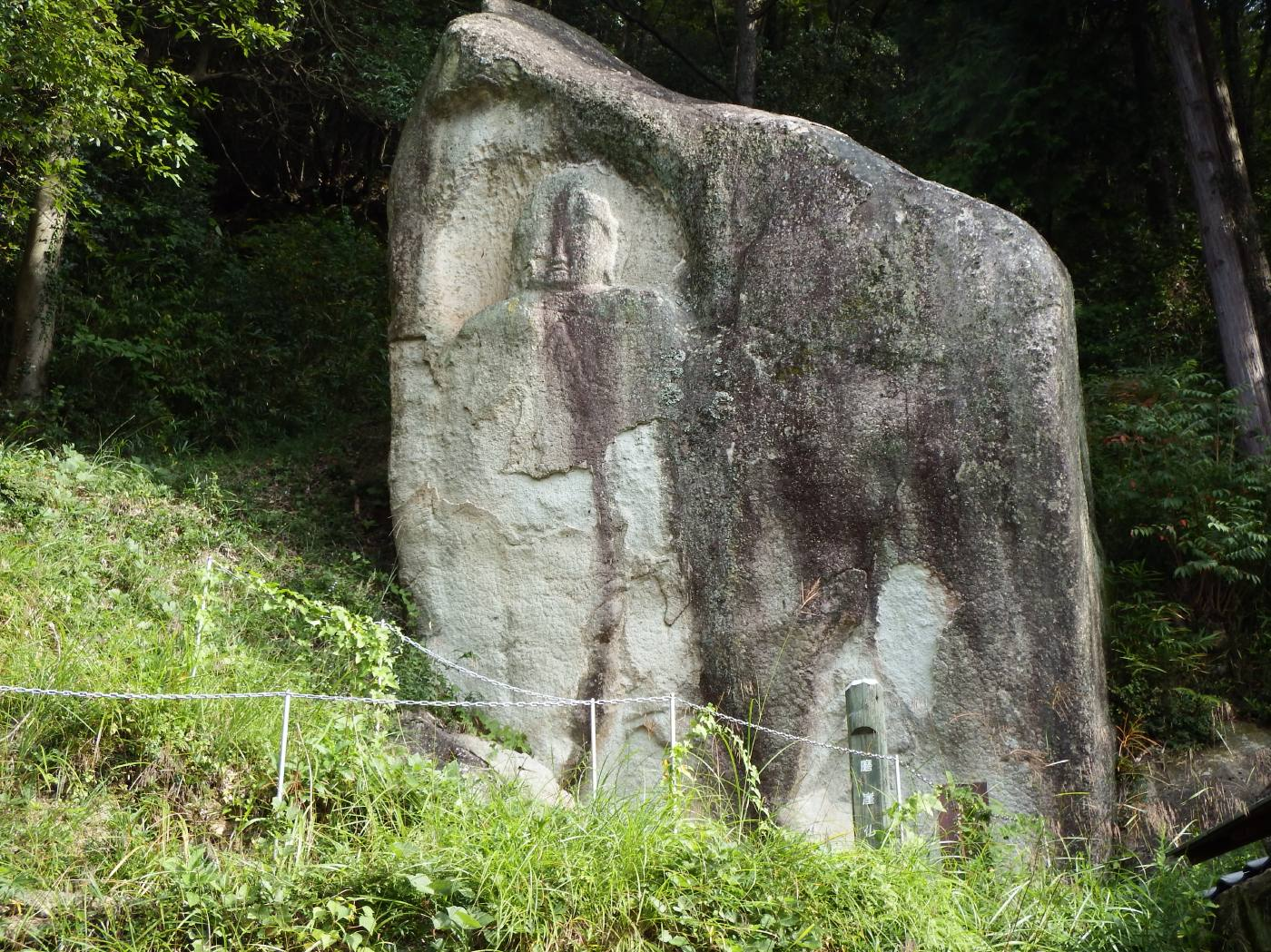
左上が薬師如来、右下は弘法大師の摩崖仏
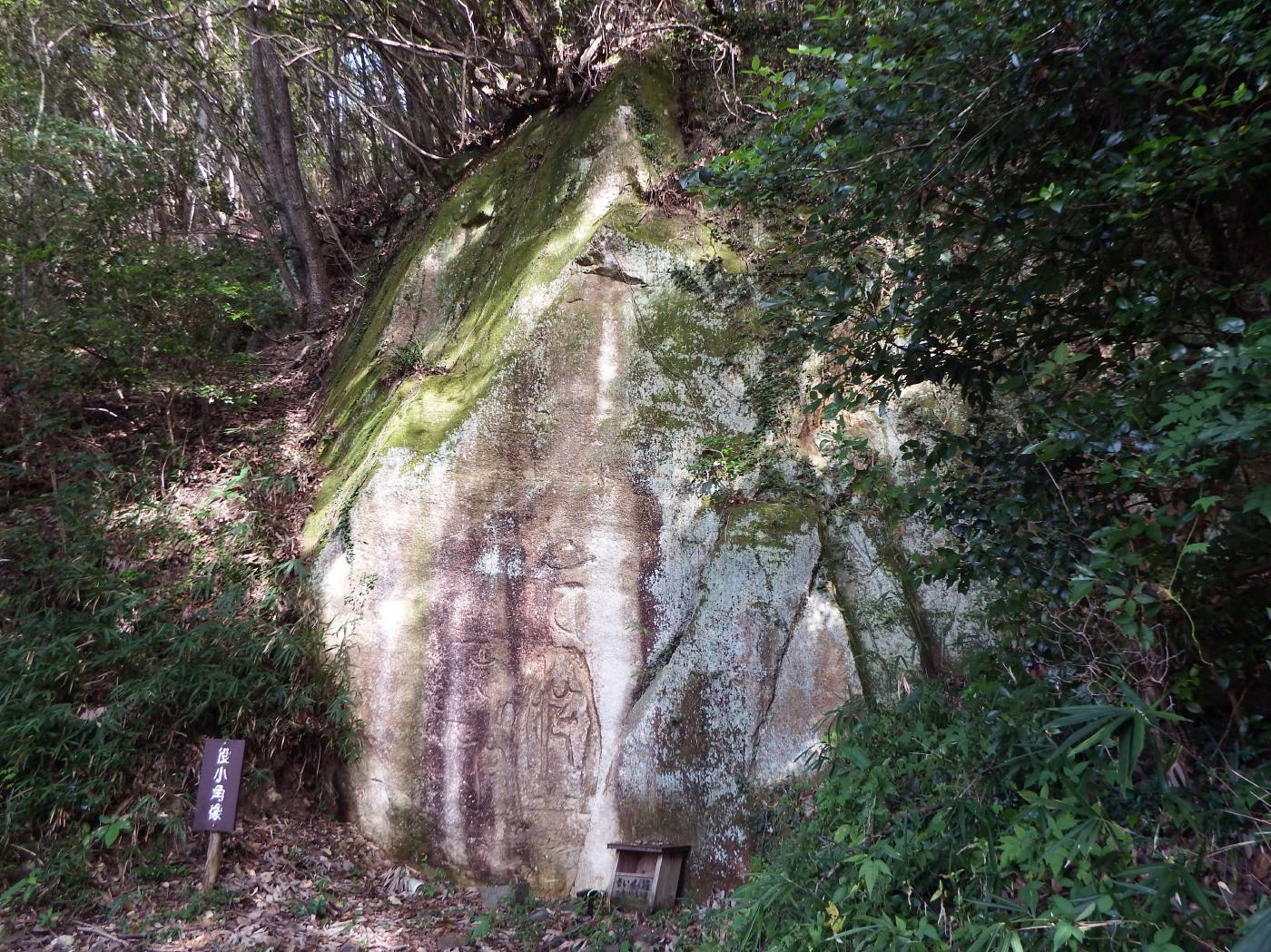
役の行者の摩崖仏

奥之院まで舗装された車道があるが、道幅は狭く急坂でガードレールもないので歩いて上ること。
さらに登った火山の頂上には、鬢盥（びんだらい　標高214.8m）と呼ばれる大きな水溜まりがあり火口であると云われていて、展望所もある。

## 文化財
香川県指定有形文化財
- 六面石幢

さぬき市指定有形文化財
- 磨崖仏

## 交通案内
鉄道
- 四国旅客鉄道（JR四国）高徳線 讃岐津田駅または神前駅からタクシーで約10分。

## 前後の札所
新四国曼荼羅霊場
7番 白鳥神社-- 8番 西教寺 -- 9番 玉泉寺